# Abdelmounaïm El Hajaoui
Abdelmounaïm El Hajaoui (arab. عبد المنعم الحجاوي, ur. 30 sierpnia 1984 w Ar-Raszidijji) – francusko-marokański piłkarz, grający jako pomocnik w Gallia Club Lunnel.

## Klub

### FC Sète
Zaczynał karierę w FC Sète, gdzie grał jako junior do 2002 roku, a potem jako senior.
W sezonie 2005/2006 zagrał 6 meczów w Ligue 2.
W sezonie 2007/2008 rozegrał 36 spotkań i strzelił 5 bramek w Championnat National.
W kolejnym sezonie w tych samych rozgrywkach zagrał 31 meczów i trafił trzykrotnie.

### Nîmes Olympique
1 lipca 2009 roku przeniósł się do Nîmes Olympique. W tym zespole zadebiutował 14 sierpnia 2009 roku w meczu przeciwko Vannes OC (1:1). W debiucie asystował – przy bramce Jonathana Ayitégo w 60. minucie. Łącznie zagrał 12 meczów i dwa razy asystował.

### Paris FC
1 lipca 2010 roku przeniósł się do Paris FC. W tym klubie debiut zaliczył 6 sierpnia 2010 roku w meczu przeciwko Luzenac AP (wygrana 1:0). Zagrał cały mecz i dostał żółtą kartkę w 73. minucie. Pierwszego gola strzelił 18 grudnia 2010 roku w meczu przeciwko UJA Alfortville (zwycięstwo 5:1). Do siatki trafił w 75. minucie. Łącznie zagrał 28 meczów i strzelił dwa gole.

### Hassania Agadir
1 lipca 2011 roku dołączył do Hassanii Agadir. W marokańskim klubie zadebiutował 20 sierpnia 2011 roku w meczu przeciwko Maghreb Fez (porażka 2:0). Zagrał całe spotkanie. Pierwszego gola strzelił 6 stycznia 2012 roku w meczu przeciwko KAC Kénitra (2:2). Do bramki rywali trafił w 82. minucie. W sumie zagrał 14 meczów i strzelił bramkę.

### Dalsza kariera
1 lipca 2012 roku przeniósł się do AS Salé. 1 września 2013 roku zmienił klub na Perpignan Canet FC. 1 lipca 2016 roku podpisał kontrakt z ASFA Frontignan. Następnie przeniósł się do Gallia Club Lunel.